# Пекулій
Пекýлій (лат. peculium) — власність, майно, pecus — худоба, також в літературі зустрічається як пекулія)  — це майно, передане господарем рабу або главою родини підвладній особі для здійснення цією людиною управління майном з метою його утримання, або отримання доходу чи використання інших корисних властивостей майна.
Інститут пекулія виник у Римській імперії і набув поширення приблизно у II ст. до н. е. Його виникнення, окрім бажання надати можливість для праці членам родини, зумовлене необхідністю використовувати рабів не тільки для некваліфікованої праці, а й знайти застосування їх діловим та організаційним якостям. Найчастіше пекулієм було нерухоме майно — земельні наділи, магазини чи майстерні. Проте як пекулій могли передаватись раби, худоба чи знаряддя праці.

## Рабський пекулій у римському праві
Важливим моментом в розвитку інституту пекулія в Римській імперії було відображення його в римському праві. Раб у рабовласницькому Римі вважався річчю, а не особою, і, відтак, не був наділений дієздатністю. Це ускладнювало ведення справ рабом, оскільки для ефективного управління майном виникала необхідність наймати працівників, укладати договори чи здійснювати інші дії, що тягнули за собою юридичні наслідки.
Тому, згідно з римським правом, наділений пекулієм раб отримував повноваження діяти від імені свого господаря, хоча сам правосуб'єктності не набував. Усі дії, вчинені рабом, наділеним пекулієм, створювали юридичні наслідки для його господаря. Проте повноваження раба були обмежені змістом пекулія, і тому дії, що виходили за межі цих повноважень, не створювали юридичних наслідків.
В подальшому пекулій став основою для інституту колонату, а той, в свою чергу  — для феодалізму.